# Andrena venata
Andrena venata är en biart som beskrevs av Laberge och Ribble 1975. Andrena venata ingår i släktet sandbin, och familjen grävbin. Inga underarter finns listade i Catalogue of Life.